# Schirmitz
Schirmitz er en kommune i Landkreis Neustadt an der Waldnaab i Regierungsbezirk Oberpfalz i den tyske delstat Bayern. Den er hjemsted for Verwaltungsgemeinschaft Schirmitz, et samarbejde med kommunerne Pirk, Bechtsrieth og Irchenrieth.

## Geografi
Schirmitz ligger i Planungsregion Oberpfalz-Nord nær ved bycenteret Weiden, i den østlige ende af sletten der kaldes Weidener Bucht. Øst for Schirmitz rækker udløbere af Oberpfälzer Wald ind i kommunen, og i den sydøstlige ende af kommunen har man en flot udsigt over hele Weidener Bucht inklusive basaltkeglerne i Parkstein og Rauher Kulm.
Schirmitz ligger ved floden Waldnaab, der gennemskærer Oberpfalz fra nord mod syd og løber ud i Naab.

## Historie
Schirmitz nævnes første gang i 1223.